# Laminacauda sublimis
Laminacauda sublimis là một loài nhện trong họ Linyphiidae. Loài này được phát hiện ở Peru.